# Stilling Kirke
Stilling Kirke er en kirke beliggende i den østlige del af bydelen Stilling, ca. 5 km nordøst for Skanderborgs centrum. Tidligere lå den i Hjelmslev Herred, Skanderborg Amt, og herefter indtil 2006, Århus Amt.